# Yo soy la hormiga vecina / Que sus ojos, que su pelo y que su amor
Yo soy la hormiga vecina / Que sus ojos, que su pelo y que su amor es un sencillo de la cantautora chilena Isabel Parra, hija de Violeta Parra, lanzado en 1972 bajo el sello discográfico Peña de los Parra, fundada por la misma Isabel y su hermano Ángel Parra, y distribuido por el sello DICAP.

## Lista de canciones
| Lado A |                            |          |  |
| N.º    | Título                     | Duración |  |
| 1.     | «Yo soy la hormiga vecina» |          |  |

| Lado B |                                          |          |  |
| N.º    | Título                                   | Duración |  |
| 2.     | «Que sus ojos que su pelo y que su amor» |          |  |